# Szyrwinta (gmina)
Szyrwinta (alt. Szyrwinty) – dawna gmina wiejska istniejąca do 1870 roku w guberni suwalskiej. Nazwa gminy pochodzi od rzeki Szyrwinty. Siedziba gminy znajdowała się w Kieturkowie (lit. Keturkaimis).
Za Królestwa Polskiego gmina Szyrwinta należała do powiatu wyłkowyskiego w guberni suwalskiej. Gmina rozpościerała się po obu stronach rzeki Szyrwinty. Na południu i wschodzie graniczyła z gminami powiatu wyłkowyskiego: Kibarty (południe), Olwita i Zielonka (wschód), na północy z miastem Władysławów (powiat władysławowski) a na zachodzie z Prusami. Gmina nie miała nic wspólnego z miastem Szyrwinta, położonym po stronie pruskiej naprzeciw Władysławowa, poza nazwą pochodzącą od rzeki.
19 maja?/31 maja 1870, w związku ze zmianami terytorialno-administracyjnymi w powiecie wyłkowyskim gmina Szyrwinta została zniesiona, a jej obszar wcielony do gminy Kibarty.